# Mycetina soror
Mycetina soror es una especie de coleóptero de la familia Endomychidae.

## Distribución geográfica
Habita en Malasia y Sumatra.